# Нижній Бестях
Нижній Бестях (якут. Аллараа Бэстээх, рос. Нижний Бестях) — селище міського типу, адміністративний центр Мегіно-Кангаласького улусу Якутії, розташовано на протилежному від Якутська високому правому березі річки Лени, частково на рівнині Ньйорюктяй.
Є важливим транспортним вузлом, тут стикуються 2 автодороги федерального значення: М56 «Лена» і «Колима», а також автодорога республіканського значення «Амга». Зв'язок з Якутськом вантажопасажирською поромною переправою, яка діє в період з закінчення льодоходу до початку льодоставу. Тарифна відстань між населеними пунктами — 23 км. Взимку зв'язок здійснюється по льоду річки. У міжсезоння зв'язок можливий тільки гелікоптером.
Через рішення про будівництво мосту через Лену Нижній Бестях залишиться трохи осторонь від споруджуваної Амуро-Якутської магістралі (міст буде споруджений за 20 км вище за течією). Існують плани продовження залізниці до Магадана.
Нижній Бестях стане великим транспортним вузлом Якутії і північного сходу Росії. Тому селищу планується надати статус міста.